# Federación Internacional de Asociaciones Vexilológicas
La Federación Internacional de Asociaciones Vexilológicas (FIAV) es una federación internacional de asociaciones regionales, nacionales, y multinacionales dedicadas al estudio de la vexilología, que FIAV define en sus estatutos como "la creación y desarrollo de una disciplina del saber, sobre banderas de todo tipo, sus formas y funciones, y las teorías científicas y principios basados en ese conocimiento."  El nombre originariamente en francés (Fédération Internationale des Associations Vexillologiques) se traduce a los otros tres idiomas oficiales de la FIAV: el español, el inglés (International Federation of Vexillological Associations) y el alemán (Internationale Föderation Vexillologischer Gesellschaften).
La FIAV se creó provisionalmente el 3 de septiembre de 1967, durante el II Congreso Internacional de Vexilología, celebrado en Rüschlikon (Suiza), y definitivamente el 7 de septiembre de 1969 en el III Congreso Internacional de Vexilología, celebrado en Boston, Massachusetts (Estados Unidos de América).

## Congresos Internacionales de Vexilología
La FIAV promueve en la actualidad la celebración de los Congresos Internacionales de Vexilología, conocidos por sus iniciales en inglés, "ICV", cada dos años
| ICV    | Fecha                                | Ciudad           | País           | Organizador |
| ------ | ------------------------------------ | ---------------- | -------------- | --- |
| I      | 4-5 de septiembre de 1965            | Muiden           | Países Bajos   | Stichting voor Banistiek en Heraldik |
| II     | 1-3 de septiembre de 1967            | Rüschlikon       | Suiza          | Gilde der Züricher Heraldiker / Schweizerische Gesellschaft für Fahnen und Flaggenkunde                                                     |
| III    | 5-7 de septiembre de 1969            | Boston           | Estados Unidos | Centro de Investigación de la Bandera / Heraldry Society of Canada / Asociación Vexilológica Norteamericana / United States Flag Foundation |
| IV     | 24-27 de septiembre de 1971          | Turín            | Italia         | Accademia di San Marciano, Sezione Vessillologica                                                                                           |
| V      | 13-18 de septiembre de 1973          | Londres          | Reino Unido    | Instituto de la Bandera |
| VI     | 16-20 de abril de 1975               | IJsselmeer       | Países Bajos   | Stichting voor Banistiek en Heraldiek |
| VII    | 10-14 de abril de 1977               | Washington D. C. | Estados Unidos | Centro de Investigación de la Bandera / Asociación Vexilológica Norteamericana                                                              |
| VIII   | 26-29 de abril de 1979               | Viena            | Austria        | Gesellschaft für Österreichische Heereskunde                                                                                                |
| IX     | 24-28 de agosto de 1981              | Ottawa           | Canadá         | Centro de Investigación de la Bandera / Heraldry Society of Canada / Asociación Vexilológica Norteamericana                                 |
| X      | 25-30 de septiembre de 1983          | Oxford           | Reino Unido    | Instituto de la Bandera / Heraldry Society, Flag Section                                                                                    |
| XI     | 26-31 de mayo de 1985                | Madrid           | España         | Sociedad Española de Vexilología |
| XII    | 12-16 de agosto de 1987              | San Francisco    | Estados Unidos | Centro de Investigación de la Bandera / Asociación Vexilológica Norteamericana                                                              |
| XIII   | 24-29 de septiembre de 1989          | Melbourne        | Australia      | Flag Society of Australia Inc |
| XIV    | 30 de junio-5 de julio de 1991       | Barcelona        | España         | Associació Catalana de Vexillologia |
| XV     | 23-27 de agosto de 1993              | Zúrich           | Suiza          | Schweizerische Gesellschaft für Fahnen und Flaggenkunde                                                                                     |
| XVI    | 1-5 de julio de 1995                 | Varsovia         | Polonia        | Centrum Flagi Ziemi / The Flag Design Centre / Polskie Towarzystwo Weksylologiczne                                                          |
| XVII   | 10-16 de agosto de 1997              | Ciudad del Cabo  | Sudáfrica      | The Southern African Vexillological Association                                                                                             |
| XVIII  | 28 de julio-2 de agosto de 1999      | Victoria         | Canadá         | The Canadian Flag Association / Asociación Vexilológica Norteamericana                                                                      |
| XIX    | 28 de julio-2 de agosto de 2001      | York             | Reino Unido    | Instituto de la Bandera |
| XX     | 25-30 de agosto de 2003              | Estocolmo        | Suecia         | Sociedad Nórdica de Vexilología |
| XXI    | 31 de julio-6 de agosto de 2005      | Buenos Aires     | Argentina      | Asociación Argentina de Vexilología / Fundación Centro Interdisciplinario de Estudios Culturales                                            |
| XXII   | 5-11 de agosto de 2007               | Berlín           | Alemania       | Deutsche Gesellschaft für Flaggenkunde e.V.                                                                                                 |
| XXIII  | 12-17 de julio de 2009               | Yokohama         | Japón          | Japanese Vexillological Association |
| XXIV   | 1-5 de agosto de 2011                | Alexandria       | Estados Unidos | Chesapeake Bay Flag Association / Asociación Vexilológica Norteamericana                                                                    |
| XXV    | 4-10 de agosto de 2013               | Róterdam         | Países Bajos   | Nederlandse Vereniging voor Vlaggenkunde / Stichting Vlaggenmuseum Nederland / Stichting Vlaggenparade Rotterdam                            |
| XXVI   | 31 de agosto-4 de septiembre de 2015 | Sídney           | Australia      | Flag Society of Australia Inc. |
| XXVII  | 7-11 de agosto de 2017               | Greenwich        | Reino Unido    | Instituto de la Bandera |
| XXVIII | 15-19 de julio de 2019               | San Antonio      | Estados Unidos | Vexillological Association of the State of Texas                                                                                            |
| XXIX   | 11-15 de julio de 2022               | Liubliana        | Eslovenia      | Heraldica Slovenica |
| XXX    | 12-19 de agosto de 2024              | Pekín            | China          | 中国旗帜学研究中心 (Centro de Investigación Vexilológica de China)                                                                          |
| XXXI   | 2026                                 | París            | Francia        | Société Française de Vexillologie |

## Bandera

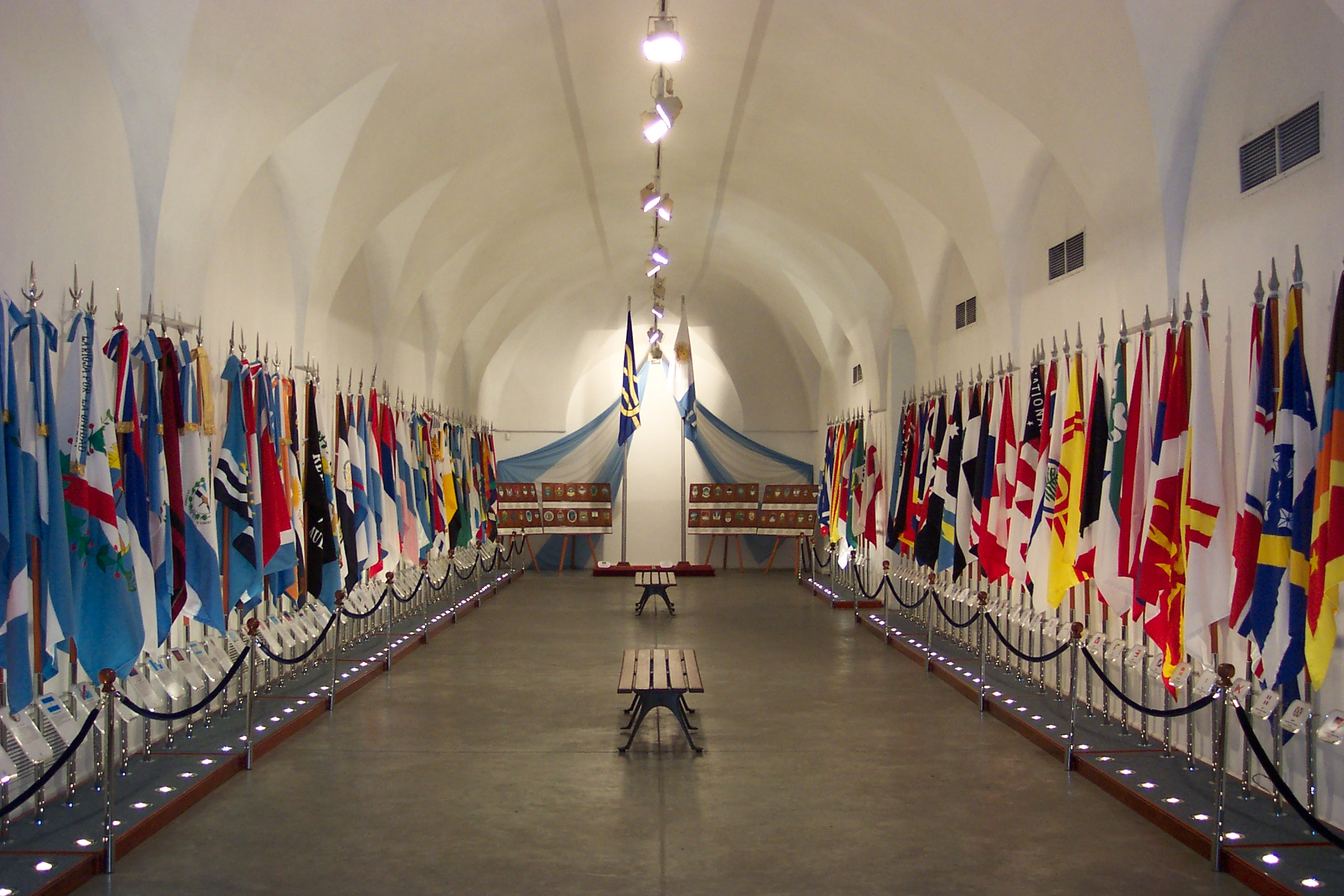
Banderas de las instituciones miembros de FIAV y banderas argentinas en la sede del XXI Congreso Internacional de Vexilología celebrado en Buenos Aires

La bandera de FIAV es azul Pantone 293 con un diseño de unas drizas de color amarillo Pantone 123 entrelazadas en nudo de vuelta de escota. Fue adoptada el 3 de septiembre de 1967.

## Miembros
- AAV-Asociación Argentina de Vexilología, Argentina
- ACV-Associació Catalana de Vexil·lologia (Asociación Catalana de Vexilología), Cataluña (España)
- BDA-The Burgee Data Archives (Archivos de Datos de Grímpolas), Canadá
- BHVS-Българско хералдическо и вексилоложко общество (Sociedad Búlgara de Heráldica y Vexilología), Bulgaria
- BS-Bandiere Storiche (Banderas Históricas), Milán (Italia)
- CBFA-Chesapeake Bay Flag Association (Asociación de la Bandera de la Bahía de Chesapeake), Delaware, Distrito de Columbia, Maryland, Nueva Jersey, Pensilvania, Virginia y Virginia Occidental (Estados Unidos)
- CEBED-Centre Belgo-Européen d’Études des Drapeaux (Centro de Estudios Belga-Europeo de las Banderas), Bélgica
- CFA-The Canadian Flag Association, (Asociación Canadiense de la Bandera) Canadá
- CFZ-Centrum Flagi Ziemi (Centro de la Bandera de la Tierra), Polonia
- CIDEC-Fundación Centro Interdisciplinario de Estudios Culturales, Argentina
- CISV-Centro Italiano Studi Vessillologici (Centro Italiano de Estudios Vexilológicos)] Italia
- CONAVEX-Corporación Nacional de Vexilología de Chile, Chile
- CVS-Česká vexilologická společnost z. s. (Sociedad Vexilológica Checa), Chequia
- DFG-Deutsche Gesellschaft für Flaggenkunde e.V. (Sociedad Alemana de Vexilología), Alemania
- FHF-Flag Heritage Foundation (Fundación Herencia de la Bandera), Estados Unidos
- FI-The Flag Institute (Instituto de la Bandera), Reino Unido
- FOTW-Flags of the World (Banderas del Mundo), Internet (basada en Canadá)
- FRC-The Flag Research Center (Centro de Investigación de la Bandera), Estados Unidos
- FSA-Flag Society of Australia Inc. (Sociedad de la Bandera de Australia), Australia
- GSI-Genealogical Society of Ireland (Sociedad Genealógica de Irlanda, Irlanda
- GWAV-Great Waters Association of Vexillology (Asociación de Vexilología Grandes Aguas), Illinois, Indiana, Kentucky, Míchigan y Ohio (Estados Unidos)
- HGZD-Hrvatsko grboslovno i zastavoslovno društvo (Asociación Heráldica y Vexilológica Croata), Croacia
- HS-Heraldicno, genealoško in veksilološko društvo Heraldica Slovenica (Heráldica Eslovena), Eslovenia
- HVK-Heraldischer Verein “Zum Kleeblatt” von 1888 zu Hannover e.V. (Sociedad Heráldica "La Hoja de Trébol"), Alemania
- IHW-Instytut Heraldyczno-Weksylologiczny  (Instituto de Heráldica y Vexilología), Polonia
- IVA-Indian Vexillological Association (Asociación Vexilológica India), India
- JAVA-Nihon Kishōgaku Kyōkai (Asociación Vexilológica Japonesa), Japón
- KVV-Kevarzhe Vannielouriezh Vreizh (Sociedad Bretona de Vexilología), Bretaña (Francia)
- MGD-Здружение за хералдика и вексилологија и фалеристика Македонско грбсловно друштво Скопје (Sociedad Macedonia de Heráldica), Macedonia
- MZT-Magyarországi Zászlo Társaság (Sociedad Húngara de Vexilología), Hungría
- NAVA-North American Vexillological Association (Asociación Norteamericana de Vexilología), Canadá y Estados Unidos
- NEVA-New England Vexillological Association (Asociación Vexilológica de Nueva Inglaterra), Connecticut, Maine, Massachusetts, New Hampshire, Rhode Island y Vermont (Estados Unidos)
- NF-Nordisk Flaggselskap (Sociedad Nórdica de Vexilología), Dinamarca, Finlandia, Islandia, Noruega y Suecia
- NVvV-Nederlandse Vereniging voor Vlaggenkunde (Asociación Neerlandesa de Vexilología), Países Bajos
- NZFA-New Zealand Flag Association (Asociación de la Bandera de Nueva Zelanda), Nueva Zelanda
- PFA-Portland Flag Association (Asociación de la Bandera de Portland), Oregón (Estados Unidos)
- PH-Partioheraldikot r.y., Finlandia
- PTW-Polskie Towarzystwo Weksylologiczne (Sociedad Polaca de Vexilología), Polonia
- RCVH-Российский Центр флаговедения и геральдики (Centro Ruso de Vexilología y Heráldica), Rusia
- SAVA-Southern African Vexillological Association (Asociación Vexilológica Sudafricana), Angola, Botsuana, Lesoto, Madagascar, Malawi, Mozambique, Namibia, Sudáfrica, Suazilandia, Zambia y Zimbabue
- SCHG-საქართველოს პარლამენტთან არსებული ჰერალდიკის სახელმწიფო საბჭო (Consejo Estatal de Heráldica del Parlamento de Georgia), Georgia
- SEV-Sociedad Española de Vexilología, España
- SFV-Société française de vexillologie (Sociedad Francesa de Vexilología), Francia
- SGHAPG-Societatea de Genealogie, Heraldică şi Arhivistică “Paul Gore” (Sociedad de Genealogía, Heráldica y Archivística "Paul Gore"), Moldavia
- SSV-Société Suisse de Vexillologie (Sociedad Suiza de Vexilología), Suiza
- SVB-Societas Vexillologica Belgica (Sociedad de Vexilología Bélgica), Bélgica
- SVI-Středisko vexilologických informací (Centro de Datos de la Bandera), Chequia
- SVPR-Stichting Vlaggenparade Rotterdam (Fundación Desfile de Banderas de Róterdam), Países Bajos
- UHT-Ukrayins’ke Heral’dychne Tovarystvo (Sociedad de Heráldica de Ucrania), Ucrania
- VAST-Vexillological Association of the State of Texas (Asociación Vexilológica del Estado de Texas),  Texas (Estados Unidos)
- VRCC-中国旗帜学研究中心 (Centro de Investigación Vexilológica de China), China
- WVRI-World Vexillological Research Institute (Instituto de Investigación Vexilológica Mundial), Alemania

## Presidentes
| Desde | Hasta      | Presidente         |
| ----- | ---------- | ------------------ |
| 1969  | 1973       | Louis Mühlemann    |
| 1973  | 1981       | Ottfried Neubecker |
| 1981  | 1993       | Hugh Boudin        |
| 1993  | 1997       | William Crampton   |
| 1997  | 2019       | Michel Lupant      |
| 2019  | actualidad | Željko Heimer      |

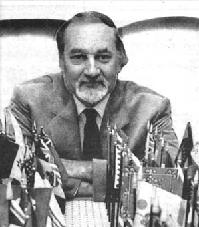
William Crampton
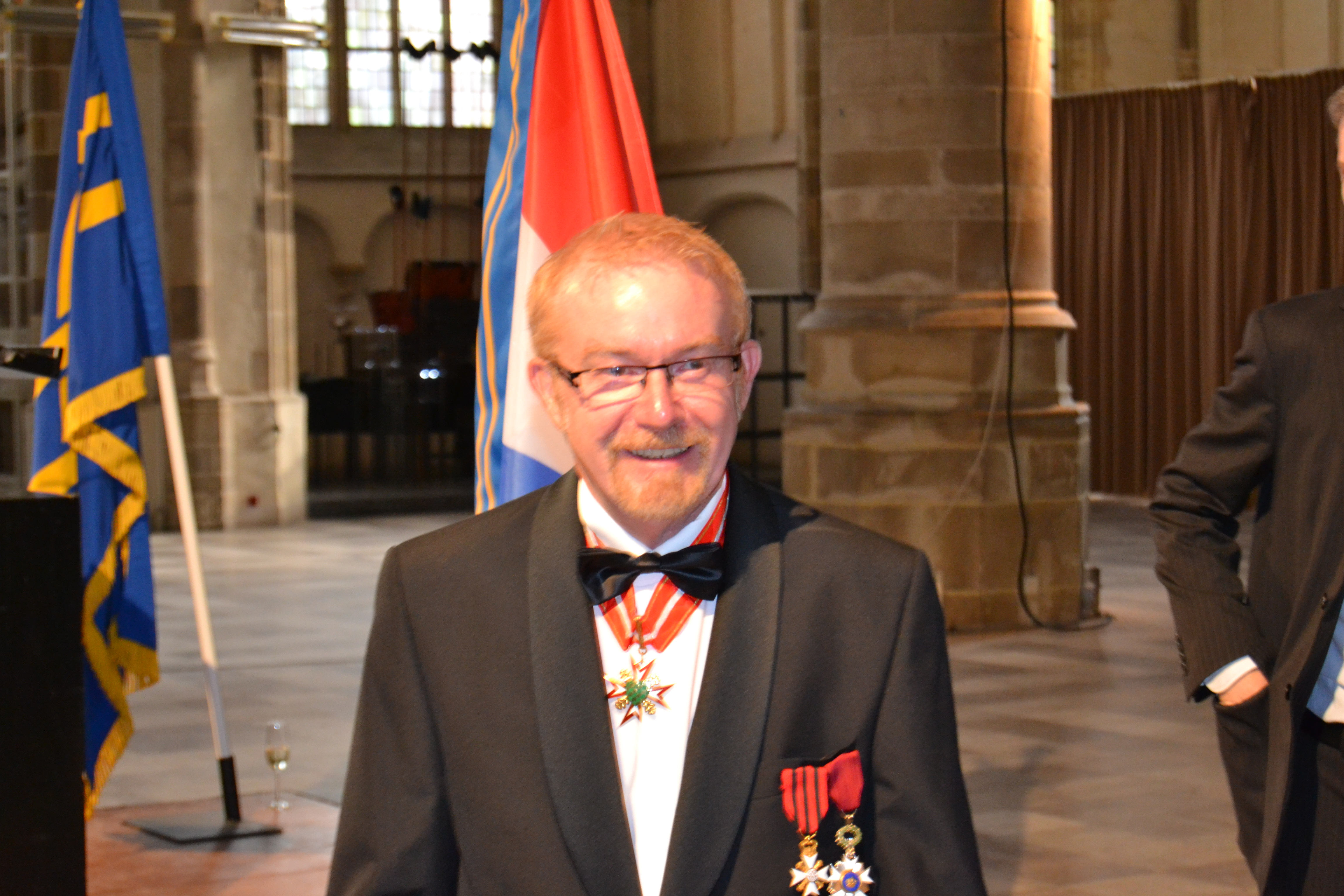
Michel R Lupant